# The Electric Light Orchestra (album)
The Electric Light Orchestra je debitantski studijski album angleške rock skupine Electric Light Orchestra, ki je izšel decembra 1971. V ZDA je album izšel v začetku leta 1972 pod imenom No Answer. Takšno ime je bilo izbrano, ko je sekretar založbe poskušal priklicati britansko založbo in dobiti ime albuma. Ker jih ni mogel kontaktirati, so mu pustili sporočilo »No Answer« (brez odgovora).

## Snemanje
Album je fokusiran na trio Roy Wood, Jeff Lynne in Bev Bevan, ki so bili člani skupine The Move. V tem času so The Move še vedno izdajali single, a je skupina kmalu izgubila interes. Zvok albuma je unikaten, vsebuje več pihal, kitarski deli pa so zamenjani s čelo "riffi", kar daje eksperimentalni občutek baročnega rocka. "The Battle of Marston Moor" je skladba z največ vplivi baroka na albumu. Pri tej skladbi je Roy Wood igral vse instrumente, poskrbeti pa je moral tudi za tolkala, ker je Bevan, zaradi nizkega mnenja o skladbi, zavrnil bobnanje.

## Izdaja
Skladba »Queen of the Hours", ki je postala b-stran singla »Roll Over Beethoven" z drugega albuma skupine, je bila prva objavljena skladba skupine. Novembra 1971 je izšla na kompilaciji The Harvest Bag, ki je vsebovala skladbe izvajalcev založbe Harvest Records.
Originalna plošča je bila miksana v kvadrofoničnem zvoku, a je v tem formatu izšla le v Južni Ameriki. Celotna kvadrofonična verzija je izšla na 3. disku kompilacije Harvest Years. Originalni ovitek albuma je oblikoval Hipgnosis, fotografije članov skupine, oblečenih v oblačila iz 17. stoletja, na zadnji strani albuma, pa so bile posnete v Banqueting House v Whitehallu. »Mr. Radio« bi morala iziti kot single, a je bila namera opuščena. Single verzija skladbe je prvič izšla leta 2005 na kompilaciji Harvest Showdown.

## Seznam skladb
| Stran 1 | Stran 1                                      | Stran 1    | Stran 1              | Stran 1 |
| Št.     | Naslov                                       | Pisec      | Solo vokali          | Dolžina |
| ------- | -------------------------------------------- | ---------- | -------------------- | ------- |
| 1.      | „10538 Overture‟                             | Jeff Lynne | Jeff Lynne, Roy Wood | 5:32    |
| 2.      | „Look at Me Now‟                             | Roy Wood   | Roy Wood             | 3:17    |
| 3.      | „Nellie Takes Her Bow‟                       | Lynne      | Jeff Lynne           | 5:59    |
| 4.      | „The Battle of Marston Moor (July 2nd 1644)‟ | Wood       | Roy Wood             | 6:03    |

| Stran 2 | Stran 2                                   | Stran 2 | Stran 2      | Stran 2 |
| Št.     | Naslov                                    | Pisec   | Solo vokali  | Dolžina |
| ------- | ----------------------------------------- | ------- | ------------ | ------- |
| 5.      | „First Movement (Jumping Biz)‟            | Wood    | Instrumental | 3:00    |
| 6.      | „Mr. Radio‟                               | Lynne   | Jeff Lynne   | 5:04    |
| 7.      | „Manhattan Rumble (49th Street Massacre)‟ | Lynne   | Instrumental | 4:22    |
| 8.      | „Queen of the Hours‟                      | Lynne   | Jeff Lynne   | 3:22    |
| 9.      | „Whisper in the Night‟                    | Wood    | Roy Wood     | 4:50    |

| Bonus skladbe (Ameriška remasterizirana verzija, 2006) | Bonus skladbe (Ameriška remasterizirana verzija, 2006) | Bonus skladbe (Ameriška remasterizirana verzija, 2006) | Bonus skladbe (Ameriška remasterizirana verzija, 2006) |
| Št.                                                    | Naslov                                                 | Pisec                                                  | Dolžina                                                |
| ------------------------------------------------------ | ------------------------------------------------------ | ------------------------------------------------------ | ------------------------------------------------------ |
| 10.                                                    | „The Battle of Marston Moor (alternativni posnetek)‟   | Wood                                                   | 1:00                                                   |
| 11.                                                    | „Nellie Takes Her Bow (alternativni miks)‟             | Lynne                                                  | 6:02                                                   |
| 12.                                                    | „Mr. Radio (9.)‟                                       | Lynne                                                  | 5:19                                                   |
| 13.                                                    | „10538 Overture (alternativni miks)‟                   | Lynne                                                  | 5:46                                                   |

| Bonus skladbe (izdaja ob 40. obletnici) | Bonus skladbe (izdaja ob 40. obletnici)     | Bonus skladbe (izdaja ob 40. obletnici) | Bonus skladbe (izdaja ob 40. obletnici) |
| Št.                                     | Naslov                                      | Pisec                                   | Dolžina                                 |
| --------------------------------------- | ------------------------------------------- | --------------------------------------- | --------------------------------------- |
| 10.                                     | „10538 Overture (acetatna verzija)‟         | Lynne                                   | 5:23                                    |
| 11.                                     | „Mr. Radio (9., posneto 18. novembra 1970)‟ | Lynne                                   | 5:18                                    |
| 12.                                     | „Nellie Takes Her Bow (alternativni miks)‟  | Lynne                                   | 6:02                                    |
| 13.                                     | „Whisper in the Night (1. in 2.)‟           | Wood                                    | 4:59                                    |
| 14.                                     | „Mr. Radio (singl verzija)‟                 | Lynne                                   | 3:56                                    |
| 15.                                     | „10538 Overture (iz Top of the Pops)‟       | Lynne                                   | 4:42                                    |

## The Electric Light Orchestra (First Light Series)
The Electric Light Orchestra (First Light Series) je dvojna verzija albuma, ki je izšla ob 30. obletnici izdaje debitantskega albuma.
Album je izšel leta 2001 v Združenem kraljestvu. Disk 1 vsebuje originalni album, bonus skladbe in interaktivni dodatek, disk 2 pa vsebuje najstarejši material skupine s soustanoviteljem Royjem Woodom in čelistom Andyjem Craigom.
| Disk 1 | Disk 1                                       | Disk 1 | Disk 1  |
| Št.    | Naslov                                       | Pisec  | Dolžina |
| ------ | -------------------------------------------- | ------ | ------- |
| 1.     | „10538 Overture‟                             | Lynne  | 5:32    |
| 2.     | „Look at Me Now‟                             | Wood   | 3:17    |
| 3.     | „Nellie Takes Her Bow‟                       | Lynne  | 5:59    |
| 4.     | „The Battle of Marston Moor (July 2nd 1644)‟ | Wood   | 6:03    |
| 5.     | „First Movement (Jumping Biz)‟               | Wood   | 3:00    |
| 6.     | „Mr. Radio‟                                  | Lynne  | 5:04    |
| 7.     | „Manhattan Rumble (49th Street Massacre)‟    | Lynne  | 4:22    |
| 8.     | „Queen of the Hours‟                         | Lynne  | 3:22    |
| 9.     | „Whisper in the Night‟                       | Wood   | 4:50    |
| 10.    | „Battle of Marston Moor (1.)‟ (bonus)        | Wood   | 1:00    |
| 11.    | „10538 Overture (1.)‟                        | Lynne  | 5:46    |

- Multimedijski dodatek s promocijskim filmom 10538 Overture (maj 1972)

| Disk 2: First Light | Disk 2: First Light                                            | Disk 2: First Light         | Disk 2: First Light |
| Št.                 | Naslov                                                         | Pisec                       | Dolžina             |
| ------------------- | -------------------------------------------------------------- | --------------------------- | ------------------- |
| 1.                  | „Brian Matthew Introduces ELO‟                                 |                             | 0:37                |
| 2.                  | „10538 Overture‟ (acetatna verzija)                            | Lynne                       | 5:24                |
| 3.                  | „Look at Me Now‟ (kvadrofonični miks)                          | Wood                        | 3:19                |
| 4.                  | „Nellie Takes Her Bow‟ (kvadrofonični miks)                    | Lynne                       | 5:59                |
| 5.                  | „Battle of Marston Moor (July 2nd, 1644)‟ (kvadrofonični miks) | Wood                        | 5:55                |
| 6.                  | „Jeff's Boogie No 2‟ (v živo)                                  | Lynne                       | 6:58                |
| 7.                  | „Whisper in the Night‟ (v živo)                                | Wood                        | 5:45                |
| 8.                  | „Great Balls of Fire‟ (v živo)                                 | Otis Blackwell, Jack Hammer | 5:40                |
| 9.                  | „Queen of the Hours‟ (kvadrofonični miks)                      | Lynne                       | 3:18                |
| 10.                 | „Mr. Radio‟ (9.)                                               | Lynne                       | 5:18                |
| 11.                 | „10538 Overture‟ (BBC session)                                 | Lynne                       | 9:38                |

## Zasedba
- Jeff Lynne – vokali, klavir, električna kitara, akustična kitara, tolkala, bas, moog
- Roy Wood – vokali, čelo, klasična kitara, bas, kontrabas, oboa, fagot, klarinet, kljunasta flavta, slide kitara, tolkala, bas klarinet, krumhorn
- Bev Bevan – bobni, timpani, tolkala
- Bill Hunt – rog, lovski rog, pikolo trobenta
- Steve Woolam – violina

## Lestvice
- VB – 32. mesto UK Albums Chart[8]
- ZDA – 196. mesto Billboard 200[9]
- AVS – 54. mesto ARIA Albums Chart